# Nacaduba atratus
Nacaduba atratus är en fjärilsart som beskrevs av Thomas Horsfield 1828. Nacaduba atratus ingår i släktet Nacaduba och familjen juvelvingar. Inga underarter finns listade i Catalogue of Life.